# Desafiando la gravedad
Desafiando la gravedad es el quinto disco de la cantante Chenoa. En que la intérprete ha compuesto todos los temas excepto un dúo con  la mexicana Gloria Trevi llamado "Nada de nada" y  "Te puedo perdonar" una canción cedida por el famoso cantautor Coti, además el disco ha sido lanzado con una doble carta de presentación,por un lado el desgarrador" Duele ", una balada de altos vuelos y por otro " Buenas noticias," una canción positiva y fresca.Por último,la propia Chenoa ha confirmado que comenzará un tour promocional por Latinoamérica a principios del 2010. Las ventas mundiales superan las 70 mil copias[cita requerida].

## Reconocimientos
- Premio Cadena Dial 2009
- Premio Shangay 2010 a mejor disco nacional por Desafiando la gravedad

## Ediciones del disco
- Edición normal CD-DVD:Incluye disco+carátula y además trae un DVD con making off de los videoclips y del disco.
- Edición fan box:Incluye la edición  normal más un colgante de la colección "Tweety by chenoa" de la que la cantante es la diseñadora. Además en el disco viene integrado un acceso con contenidos exclusivos en la web.
- Edición digital:Se puede descargar en internet e incluye las canciones en el disco más un tema inédito llamado "La diferencia".

## Listado de canciones
CD
- 1.Buenas Noticias (M. L. Corradini, Mauricio Gasca) -4:14
- 2.Duele (M. L. Corradini, Mauricio Gasca, Yoel Henríquez) -4:30
- 3.Nada de Nada (Dúo con Gloria Trevi) (Mauricio Gasca, Yoel Henríquez) -4:09
- 4.Como una Postal (M. L. Corradini, Mauricio Gasca, Yoel Henríquez) -4:15
- 5.Lo Que Te Haría (M. L. Corradini, Mauricio Gasca, Yoel Henríquez) -3:40
- 6.Me Caes Tan Bien (Alejandra Alberti, Baltazar Hinojosa, Mauricio Gasca) -4:09
- 7.Desafiando la Gravedad (M. L. Corradini, Mauricio Gasca, Yoel Henríquez) -3:29
- 8.Transformación (M. L. Corradini, Mauricio Gasca, Yoel Henríquez) -3:30
- 9.Nada es Fácil ni Difícil ( M. L. Corradini, Andrew Simon, David Eriksen) -3:29
- 10.Defectos Perfectos (M. L. Corradini, Eleonora Giudizzi, Massimiliano Minoia, Yoel Henríquez) -3:10
- 11.Te Puedo Perdonar (Coti Sorokin, Diego Olivero, Matías Sorokin) -3:11
- 12.Gatúbela (Alfonso Samos, M. L. Corradini) -3:19
- 13.La Diferencia -3:14

### Canciones DVD
- 1.Videoclip “Duele”
- 2.Making Of Videoclip “Duele”
- 3.Videoclip “Buenas Noticias”
- 4.Making Of Videoclip “Buenas Noticias”
- 5.Making Of Sesión Fotográfica “Tweety By Chenoa”
- 6.Entrevista Con Chenoa
- 7.Cómo Se Grabó El Álbum “Desafiando La Gravedad”
- 8.Galería De Fotos

### Sencillos
1. Duele (2009)
2. Buenas noticias (2009)

## Listas
El disco fue n.º 1 en itunes convirtiéndose en el álbum  que más vende en la red a las pocas horas de salir a la venta.
El disco fue #10 en itunes México el día de su publicación.

### Semanales
| País   | Ranking         | Primera semana | Posición de ingreso | Mejor posición | Semanas en la mejor posición | Semanas en el ranking | Última semana |
| ------ | --------------- | -------------- | ------------------- | -------------- | ---------------------------- | --------------------- | ------------- |
| Europa |                 |                |                     |                |                              |                       |               |
| España | Top 100 álbumes | 11/10/2009     | 3                   | 3              | 1                            | 9                     | 10/01/2010    |